# Леопардов тюлен
Леопардовият тюлен (Hydrurga leptonyx), наричан и морски леопард, е вид от групата на същинските тюлени, обитаващ субантарктическите региони на Южния океан. Получава името си поради петната по козината си, както и заради хищническото си поведение. Основната храна на леопардовия тюлен са топлокръвни гръбначни животни, в това число пингвини и млади тюлени.

## Външен вид
Леопардовият тюлен има много гъвкаво тяло, което му позволява да развива голяма скорост във водата. Неговата глава е необичайно сплесната и погледът му е като при влечугите. Предните плавници са силно удължени и тюленът се придвижва във водата са помощта на силни синхронизирани удари с тях. Мъжкият екземпляр достига до 3 m, а женските са по-големи – достигат до 4 m. Теглото на мъжките е около 280 кг, докато при женските достига 400 кг. Окраската на козината е тъмносива във връхната част, докато в по-долните слоеве е сребристобяла. На главата и по гърба има сиви петна.

## Ареал
Морският леопард е обитател на антарктическите и субантарктическите морета и може да се наблюдава в целия периметър на антарктическите ледове. Младите екземпляри доплуват до бреговете на субантарктическите острови и се нанасят на тях за кратко време от годината. Рядко мигриращи или заблудени животни достигат Австралия, Нова Зеландия и Огнена земя.

## Поведение

### Хранене
Наравно с косатките, леопардовият тюлен е доминиращ хищник в южните полярни региони, достигайки скорост до 40 км/ч и гмуркайки се до 300 м. Той ловува основно ракояден тюлен, тюлен на Уедъл, ушати тюлени и пингвини. Някои леопардови тюлени прекарват целия си живот в лов на други тюлени, докато други се специализират в лов на пингвини. Обикновено леопардовите тюлени нападат и убиват във водата, като единственото спасение за плячката е ледът, където тюлените също могат да я нападнат и убият. Голяма част от ракоядните тюлени имат на телата си рани от нападения на леопардови тюлени.
Понякога леопардовият тюлен яде и малки животни, като например крил. Рибата играе второстепенна роля в неговата храна. Устата му филтрира водата с помощта на специалните си зъби, напомнящи структурно на тези на ракоядния тюлен, но явяващи се по-сложни и специализирани. Чрез отворите в зъбите си, леопардовият тюлен може да поглъща вода, филтрирайки крила през нея. Средно неговото меню се състои от 45% крил, 35% тюлени, 10% пингвини и 10% други животни (риби, главоноги).

### Размножаване
Леопардовите тюлени живеят поединично. Рядко младите екземпляри се обединяват в малки групи. Размножителният период трае между ноември и февруари. С изключение на този период, между мъжките и женските екземпляри не се осъществяват контакти. Между септември и януари майката ражда на леда само едно малко, което суче майчино мляко в продължение на четири седмици или един месец. На възраст от три до четири години леопардовите тюлени достигат полова зрелост, а средната продължителност на живота им е около 26 години.

### Нападения над хора
Понякога морските леопарди нападат и хора. На 22 юли 2003 г. английският учен Кърсти Браун става жертва на подобно нападение. В продължение на шест минути тя била държана в зъбите на тюлен на дълбочина 70 м, докато не се задушила. Това е единственият смъртен случай на човек, свързан с леопардов тюлен, но животните нерядко нападат хората. Те не се боят да нападат лодки или водолази, като хващат хората за краката. Жертви на подобни нападения обикновено са сътрудници в изследователските станции. Причината за това е честата тактика на леопардовия тюлен да напада от водата животните, които се намират по края на леда. При тази тактика тюленът трудно разпознава жертвата си. Обратно на агресивното поведение на леопардовите тюлени, известният канадски фотограф и лауреат на няколко награди Пол Никлън фотографира подводен лов на тюлени и открива, че с тези животни е възможно дори да се установи мирен контакт. Според неговите разкази, един леопардов тюлен два пъти му носил своята плячка и проявявал към него повече любопитство, отколкото агресия.

## Численост и природозащитен статус
След ракоядния тюлен и тюлена на Уедъл, леопардовият тюлен е най-разпространеният тюлен в Антарктика. Според оценките на учените, неговата популация в южните морета наброява около 400 000 индивида. Видът не е поставен под заплаха за изчезване.